# Serge Nikolaïevitch de Leuchtenberg
Ne doit pas être confondu avec Serge Georgevitch de Leuchtenberg.
Serge Nikolaïevitch de Leuchtenberg (en russe : Сергей Лейхтенбергский), duc de Leuchtenberg, est né le 7 juillet 1903 à Saint-Pétersbourg, en Russie, et décédé le 27 juin 1966 à Monterey, en Californie, aux  États-Unis. Membre de la maison de Beauharnais, c'est un aristocrate franco-russe devenu américain. Proche des milieux russes blancs, il est par ailleurs président-fondateur de l'Union des solidaristes russes entre 1930 et 1933.

## Famille
Serge de Leuchtenberg est le deuxième fils du duc Nicolas Nikolaïevitch de Leuchtenberg (1868-1928) et de son épouse la comtesse Maria Nikolaïevna Grabbe (1869-1948). Par son père, il est donc le petit-fils du prince Nicolas Maximilianovitch de Leuchtenberg (1843-1891) et de son épouse morganatique Nadège Annenkova (ru) (1840-1891), comtesse de Beauharnais. Par sa mère, il descend du comte Nicolas Pavlovitch Grabbe (ru) (1832-1896) et de sa femme Alexandra Fiodorovna Orlova-Denisova (1837-1892).
Le 29 octobre 1925, Serge épouse à Nice, en France, Anna Alexandra Naumova, fille de l'ancien ministre de l'agriculture russe Alexandre Nikolaïevitch Naumov (en) (1868-1950) et de son épouse Anna Konstantinovna Ushkova (1878-1962). De ce premier mariage, qui se termine par un divorce en 1938, naissent quatre filles :
- Marie Sergueïevna de Leuchteberg (1926-2005), duchesse de Leuchtenberg, qui épouse, en 1949, le musicien américain Joseph de Pasquale (1919-2015) ;
- Anna Sergueïevna de Leuchteberg (1928), duchesse de Leuchtenberg, qui s'unit, en 1954, à Robert Stout (1931) ;
- Olga Sergueïevna de Leuchteberg (1931-2007), duchesse de Leuchtenberg, qui épouse, en 1957, Ronald Newburgh (1926), avant de divorcer en 1968 ;
- Nathalie Sergueïevna de Leuchteberg (1934), duchesse de Leuchtenberg, qui s'unit, en 1968, à  Malcolm Bowers (1933).

Le 17 avril 1939, Serge se remarie, à Vevey, en Suisse, à Kira Nikolaïevna Wolkova (1915) mais cette seconde union se termine également par un divorce, en 1942.
Le 23 juillet 1945, Serge s'unit finalement à Olga Wickberg (1926). De ce mariage naissent deux enfants :
- Serge Sergueïevitch de Leuchtenberg (1955-2000), duc de Leuchtenberg, qui est resté célibataire ;
- Élisabeth Sergueïevna de Leuchteberg (1957), duchesse de Leuchtenberg, qui épouse, en 1975,  John Craft (1954).

## Biographie
Né en Russie en 1903, Serge de Leuchtenberg quitte sa terre natale au moment de la guerre civile, en 1918. Avec sa famille, il s'établit alors au château de Ruth, à Sainte-Cécile-les-Vignes, en France, où son père devient vigneron.
Serge effectue donc ses études en France et devient ingénieur électrotechnicien. Son amour pour la musique le conduit cependant à changer de vocation. Il travaille ainsi pour des éditeurs de musique, d'abord à Paris puis à Leipzig, en Allemagne.
Pendant l'Entre-deux-guerres, il fréquente par ailleurs les milieux Russes blancs et devient président-fondateur de l'Union des solidaristes russes entre 1930 et 1933. 
Pendant la Seconde Guerre mondiale, il travaille comme interprète pour le régime nazi puis pour les Américains, lorsque ceux-ci occupent Leipzig. Quand la ville est finalement intégrée à la zone d'occupation soviétique, Serge part à Munich avec ses quatre filles et son ex-femme, Anna Naumova. Avec l'aide de la Croix rouge, ils gagnent ensuite la France, où ils retrouvent les parents d'Anna.
Après la guerre, Serge émigre aux États-Unis et devient instructeur dans une école pour interprètes militaires à San Francisco. Il obtient la nationalité américaine en 1957.
Il meurt en 1966 et est enterré au cimetière d'El Encinal, à Monterey.